# Doug Yule
Doug Yule (rodným jménem Douglas Alan Yule; * 25. února 1947 Boston, Massachusetts, USA) je americký zpěvák a hudebník hrající na různé nástroje (kytara, klávesy, baskytara, bicí, housle). Do širšího povědomí se dostal v roce 1968, kdy nahradil Johna Calea ve skupině The Velvet Underground. Postupem času ze skupiny odešli všichni její původní členové a nadále ji vedl Yule. Hrál na dvou jejích albech z doby, kdy skupinu vedl Lou Reed a později s ní vydal ještě jedno album, na kterém se však nepodílel nikdo z původních členů skupiny. Nedlouho po vydání alba se skupina rozpadla. Yule nějaký čas spolupracoval s Reedem a nahrál dvě alba jako člen superskupiny American Flyer. Roku 1978 se přestal věnovat hudbě a začal pracovat jako tesař.
V lednu 1996 byla skupina v její klasické sestavě uvedena do Rock and Roll Hall of Fame, Yule však uveden nebyl. V následujících letech se občasně začal věnovat hudbě, hostoval na koncertu bubenice Velvet Underground Maureen Tuckerové a odehrál vlastní turné. Později se spolu s Tuckerovou a Reedem účastnil rozhovoru o skupině v New York Public Library. Od roku 2007 vystupuje s old-timovou skupinou RedDog, se kterou v letech 2009 a 2011 vydal dvě alba. Mimo své působení v této skupině, ve které hraje na housle, se věnuje houslařství.

## Život

### Dětství a počátky kariéry (1947–1968)
Narodil se 25. února 1947 v Bostonu ve státě Massachusetts, ale vyrůstal na Long Islandu. Měl šest sourozenců, z toho pět sester a jednoho bratra. Od dětství měl blízko k hudbě, neboť jeho otec Alan byl trumpetistou. Matka pracovala jako sekretářka v kostele. Prvním nástrojem, na který se Yule začal učit, byl klavír ve čtvrté třídě. Spolu se všemi svými sourozenci zpíval v kostelním sboru a mimo klavír se později začal učit také na barytonový roh a tubu. Ve třinácti letech se pod vlivem rock and rollu začal učit hrát též na kytaru. Dalším nástrojem, který objevil počátkem šedesátých let, bylo banjo, a tak několik let hrál i bluegrassovou hudbu. Hudba však nebyla jediným, čemu se Yule na střední škole věnoval. Účastnil se rovněž hereckých kurzů a chtěl se stát hercem. Roku 1965 se zapsal na divadelní fakultu Bostonské univerzity, ale strávil zde pouhý jeden rok.
V období studií v Bostonu hrál v několika kapelách. První se jmenovala The Nickels, později přejmenovaná na Our Boys. Ve skupině působil jako hlavní kytarista, později však díky příchodu jiného kytaristy přešel ke klávesám. Skupina hrála výhradně převzatý materiál od jiných interpretů. Stejně na tom byla i jeho další kapela nazvaná The Argonauts, kde opět působil jako klávesista. Později ze skupiny odešel, aby se přestěhoval do Kalifornie, kde však dlouho nevydržel a musel odjet do New Yorku, odkud potom zpátky do Bostonu, kde se vrátil ke kapele The Argonauts (nyní již se zkráceným názvem The Argos). Ve skupině však dlouho nehrál a když v roce 1968 odešel, dostal možnost přidat se k aktivní kapele The Glass Menagerie. Vedle jiných ve skupině hráli i Willie Alexander (bicí) a Walter Powers (baskytara), on sám hrál na kytaru. Skupině dělal manažera Hans Onsager, který v té době spolupracoval jako cestovní manažer i se skupinou The Velvet Underground.

### The Velvet Underground (1968–1973)
V září 1968 skupinu Velvet Underground opustil violista, baskytarista a klávesista John Cale. Ostatní členové Yulea již znali přes svého cestovního manažera a nabídli mu, aby v kapele zaujal místo po Caleovi. Skupina Yulea potřebovala hlavně jako baskytaristu; problém však byl v tom, že Yule na ní hrát neuměl. Navíc se musel do několika málo dní naučit repertoár skupiny, aby mohl odehrát první domluvený koncert. Od listopadu do prosince 1968 skupina nahrála ve studiu TTG Studios v Hollywoodu své třetí studiové album, které vyšlo v březnu následujícího roku pod názvem The Velvet Underground. Yule se autorsky nepodílel na žádné písni z alba, za všemi stál Lou Reed. Mimo baskytary na albu hrál ještě na varhany a ve skladbě „Candy Says“ zpíval hlavní vokály a spolu s Tuckerovou zpíval refrén v „The Murder Mystery“.
V různých obdobích počínaje dubnem a konče srpnem 1970 skupina nahrála své čtvrté album, které v listopadu téhož roku vyšlo pod názvem Loaded. Yule zde opět autorsky nepřispěl, všechny písně jsou i v tomto případě Reedovým dílem, i když jako autoři byli na obalu desky uvedeni všichni členové. Jelikož byla Tuckerová v době příprav alba těhotná, musel za ni zaskakovat jiný bubeník. V některých skladbách hrál Yule, někde Adrian Barber, Tommy Castanero a ve dvou případech i Yuleův mladší bratr Billy (ten hrál jako náhrada za Tuckerovou i při koncertech). Doug Yule vedle bicích a baskytary na albu hrál i na klávesy a v několika skladbách zpíval hlavní vokály. Když v srpnu 1970, tedy ještě před vydáním alba, ze skupiny odešel Lou Reed, stal se Yule jejím frontmanem.
Po Reedově odchodu začal Yule hrát na kytaru a do skupiny přišel Yuleův spoluhráč z Glass Menagerie, baskytarista Walter Powers. V srpnu 1971 ze skupiny odešel i Morrison, na jehož místo nastoupil zpěvák a klávesista Willie Alexander, rovněž dřívější člen Glass Menagerie. V této sestavě skupina koncertovala na různých místech po Evropě do doby, kdy v roce 1972 ze skupiny odešla Tuckerová. Manažer skupiny Steve Sesnick Yulemu zařídil nahrávání nové desky. I když album Squeeze vyšlo pod hlavičkou skupiny The Velvet Underground, nehrál na něm žádný z jejích původních členů. Album pak vyšlo v únoru 1973 a nedlouho poté se skupina rozpadla.

### Pozdější kariéra a odchod zhudebního průmyslu (1973–1996)
Ještě před vydáním alba Squeeze se Yule rozhodl přestat věnovat hudbě, přestěhoval se na západ USA a začal pracovat jako tesař. Během března a dubna roku 1974 nahrál Lou Reed své čtvrté studiové album nazvané Sally Can't Dance. Yule hrál na albu na baskytaru v písni „Billy“. U práce tesaře však dlouho nevydržel a začal pracovat v litografickém závodě; změna však nastala, když jej Reed pozval, aby vystupoval i během jeho turné. V roce 1975 se účastnil nahrávání Reedova dalšího alba nazvaného Coney Island Baby, avšak písně, ve kterých hrál, vyšly až na jeho reedici v roce 2006. Roku 1976 se podílel jako studiový hudebník na albu Night Lights písničkáře Elliotta Murphyho.
Téhož roku Yule společně s Craigem Fullerem, Ericem Kazem a Stevem Katzem založil superskupinu American Flyer. S posledně jmenovaným se seznámil právě během prací na Reedově albu Sally Can't Dance. Ještě v roce 1976 skupina vydala své první eponymní album, které produkoval George Martin, blízký spolupracovník skupiny The Beatles. Další album Spirit of a Woman přišlo v následujícím roce a tentokrát ho produkovala skupina za pomoci Kena Friesena. Zatímco první album se umístilo v žebříčku Billboard 200 na 87. místě, druhé až na 171. pozici. Po rozpadu skupiny se přestal věnovat hudbě. Když byli Velvet Underground v roce 1993 obnoveni pro evropské turné v klasické sestavě, tedy Reed, Cale, Morrison a Tuckerová, nebyl Yule pozván. O tři roky byla stejná sestava uvedena do Rock and Roll Hall of Fame, avšak Yule byl i v tomto případě vynechán.

### Obnovení kariéry (po roce 1997)
Po roce 1997 se Yule částečně začal opět věnovat hudbě. V roce 1998 nahrál píseň „Beginning to Get It“ pro kompilaci A Place to Call Home. Roku 2000 pak odehrál krátké turné, ze kterého vzešlo koncertní album Live in Seattle vydané o dva roky později. Rovněž hostoval na jednom koncertu Maureen Tuckerové; záznam z něj vyšel o dva roky později pod názvem Moe Rocks Terrastock. V srpnu 2006 vystoupil spolu s Markem Gardenerem v newyorském klubu Pianos. Ve stejném roce odehrál jako baskytarista krátké turné se surfrockovou skupinu The Weisstronauts a o dva roky později hrál na jejím albu Instro-tainment. V červnu 2009 se účastnil diskuse ohledně nové knihy White Light/White Heat: Velvet Underground den po dni spolu s jejím autorem Richie Unterbergerem v knihovně v Seattlu. V prosinci 2009 se spolu setkali Reed, Tuckerová a Yule a udělali rozhovor o skupině Velvet Underground s novinářem Davidem Frickem v New York Public Library.
Od roku 2007 je členem kapely RedDog hrající old-time music. Vedle něj, který hraje na housle, v kapele hrají ještě Tom Collicott (kytara, banjo) a Cary Lung (mandolína). Se skupinou nahrál dvě alba, Hard Times (2009) a Nine-Tail Cat (2011). Vedle koncertů v okolí domovského Seattlu skupina odehrála i krátké turné po Evropě. Mimo to je rovněž houslařem.

## Diskografie
- The Velvet Underground (The Velvet Underground, 1969)
- Loaded (The Velvet Underground, 1970)
- Squeeze (The Velvet Underground, 1973)
- Sally Can't Dance (Lou Reed, 1974)
- Night Lights (Elliott Murphy, 1976)
- American Flyer (American Flyer, 1976)
- Spirit of a Woman (American Flyer, 1977)
- Moe Rocks Terrastock (Maureen Tuckerová, 2002)
- Live in Seattle (sólo, 2002)
- Coney Island Baby (Lou Reed, 2006)[p 1]
- Instro-tainment (The Weisstronauts, 2008)
- Hard Times (RedDog, 2009)
- Nine-Tail Cat (RedDog, 2011)